# Сен-Мартен-дю-Мениль-Ури
Сен-Марте́н-дю-Мени́ль-Ури́ (фр. Saint-Martin-du-Mesnil-Oury) — коммуна во Франции, находится в регионе Нижняя Нормандия. Департамент коммуны — Кальвадос. Входит в состав кантона Ливаро. Округ коммуны — Лизьё.
Код INSEE коммуны — 14633.

## Население
Население коммуны на 2010 год составляло 102 человека.
| 1962 | 1968 | 1975 | 1982 | 1990 | 1999 | 2010 |
| ---- | ---- | ---- | ---- | ---- | ---- | ---- |
| 96   | 111  | 96   | 105  | 91   | 90   | 102  |

## Экономика
В 2010 году среди 60 человек трудоспособного возраста (15—64 лет) 46 были экономически активными, 14 — неактивными (показатель активности — 76,7 %, в 1999 году было 59,3 %). Из 46 активных жителей работали 44 человека (24 мужчины и 20 женщин), безработных было 2 (0 мужчин и 2 женщины). Среди 14 неактивных 4 человека были учениками или студентами, 6 — пенсионерами, 4 были неактивными по другим причинам.